# 船木駅
船木駅（ふなきえき）は、かつて鹿児島県薩摩郡宮之城町船木（現・薩摩郡さつま町船木）に設置されていた、日本国有鉄道（国鉄）宮之城線の駅（廃駅）である。
1987年（昭和62年）1月10日、宮之城線の廃止に伴い、廃駅となった。

## 歴史
- 1936年（昭和11年）6月5日：薩摩山崎駅 - 宮之城駅間に、有人駅の船木駅として開業[1][2]。
- 1957年（昭和32年）10月1日：荷物扱い廃止[1]。無人駅となる。
- 1987年（昭和62年）1月10日：宮之城線の全線廃止に伴い、廃駅となる[1]。

## 駅構造
単式ホーム1面1線と待合室を有する駅。無人駅であったが、開業時は駅舎を併設する有人駅であった。駅舎は駅の無人化に併せて民家に転用している。

## 駅周辺
- 舟木簡易郵便局
- JR九州バス「船木」停留所

## 隣の駅
日本国有鉄道
宮之城線
薩摩山崎駅 - 船木駅 - 宮之城駅